# Ferdinand III (tysk-romersk kejsare)
Ferdinand III, född 13 juli 1608, död 2 april 1657, kung av Ungern från 1625, kung av Böhmen från 1627, tysk-romersk kejsare från 1637.

## Biografi
Son till Ferdinand II och Maria Anna av Bayern.
Han hade starka vetenskapliga intressen och var politiskt mer kompromissvillig än sin far.
Han deltog med utmärkelse i trettioåriga kriget, där han var överbefälhavare för de katolska trupperna i slaget vid Nördlingen. När han 1637 blev kejsare fortsatte han kriget men utan större framgång. Han tvangs 1648 sluta den Westfaliska freden till priset av stora landavträdelser och då fick han även ge upp sitt försök att ena Tyskland under en stark kejsarmakt.
Han efterträddes av sonen Leopold I.

## Familj
Gift med 1) (1631) kusinen Maria Anna av Spanien, dotter till Filip III av Spanien och Margareta av Inre Österrike.
Barn:
1. Ferdinand IV av Böhmen och Ungern (1633–1654)
2. Maria Anna av Österrike (1635–1696); gift med sin morbror Filip IV av Spanien
3. Philipp August (1637–1639)
4. Maximilian Thomas (1638–1639)
5. Leopold I (1640–1705)

Gift med 2) (1648) kusinen Maria Leopoldina (född 6 april 1632, död 7 april 1649), dotter till ärkehertig Leopold av Tyrolen. Gifte sig som sextonåring med Ferdinand och avled i barnsäng året därpå.
Barn:
1. Karl Josef (1649–1664; biskop)

Gift med 3) (1651) Eleonora Magdalena av Mantua
Barn:
1. Theresia Maria (1652–1653)
2. Eleonora (1653–1697; gift med 1) Mikael I av Polen; 2) Karl V av Lothringen)
3. Josepha (1654–1689; gift med Johan Vilhelm av Pfalz)
4. Ferdinand Josef (1657–1658)